# TV Studio Filmów Animowanych
TV Studio Filmów Animowanych Sp. z o.o. – polska wytwórnia filmowa w Poznaniu.

## Historia
Telewizyjne Studio Filmów Animowanych funkcjonowało w Poznaniu, w latach 1980–2001 w strukturach organizacyjnych Telewizji Polskiej S.A. i zajmowało się produkcją animowanych filmów dla dzieci i młodzieży, w technikach rysunkowych, malarskich, wycinankowych, animacji w materii sypkiej i innych technikach, także lalkowych.
26 czerwca 2001 powstało „TV Studio Filmów Animowanych Sp. z o.o.” w Poznaniu, którego udziałowcami są w 90% kapitału zakładowego, wieloletni pracownicy i współpracownicy Telewizyjnego Studia Filmów Animowanych oraz w 10% kapitału Telewizja Polska S.A.
W Studiu, do końca roku 2011, zrealizowano 290 krótko i średniometrażowych filmów animowanych, które otrzymały 180 nagród i wyróżnień na festiwalach międzynarodowych i krajowych.
Jest członkiem Krajowej Izby Producentów Audiowizualnych.

## Główne cykle produkcyjne

### Baśnie i Bajki Polskie
2002 – 2005; 2008 – 2009
26 odcinków x 13'
Seria filmów animowanych dla dzieci, zrealizowana na zamówienie Programu 1 Telewizji Polskiej S.A.
Otwarta, autorska formuła serialu, pozwala na twórczą i atrakcyjną dla współczesnego dziecka interpretację filmową baśni, bajek i legend Polskich. Każdy z odcinków serii, zrealizowany jest w innej stylistyce i innej estetyce. Tradycja i współczesność przeplatają się, dzięki temu dziecko otrzymuje do wyboru nie standardową propozycję animacji, która pozostając wierna oryginałom literackim w warstwie fabularnej, jednocześnie zaprasza dziecko do poznania różnych konwencji filmowych opowieści.
39 nagród i wyróżnień na festiwalach międzynarodowych i krajowych, w tym tak prestiżowe jak: Gold World Medal w Nowym Jorku, Platinum Remi Award i Special Remi Award w Houston czy Gold Panda w Chengdu.

### Miś Fantazy
2006 – 2008
13 odcinków x 13'
Seria filmów animowanych dla dzieci, zrealizowanych na zamówienie Programu 1 Telewizji Polskiej S.A.
Miś Fantazy, to opowieść o potędze miłości, która przybierając oblicza dobra, przyjaźni, wierności czy szczęścia, dąży do opromienienia Świata i uczynienia nas lepszymi. Miś Fantazy i jego przyjaciele przeżywają pełne ciepłego humoru i fantazji przygody. Dowiadują się, na czym polega prawdziwa przyjaźń i co to jest szczęście. Poznają tajemnice natury i niezwykłe zjawiska przyrody. Wraz z Misiem Fantazym dziecko udaje się w niezwykłą podróż, która rozbudza i inspiruje wyobraźnię, zaprasza do krainy magii i fantazji, uwrażliwia na los innych, a tajemniczy i niezwykły nastrój opowieści, pełen kolorów, urok i ciepło pojawiających się bohaterów, ich wzajemne relacje i ich relacje z otaczającym światem, stanowią znakomitą kanwę filmowej opowieści dla dzieci. Wielkim walorem oryginalnych i niebanalnych w pomyśle przygód, jest bogata, barwna, ręcznie malowana scenografia, co obecnie, w masowej produkcji serii na świecie, należy do rzadkości.
5 nagród i wyróżnień na festiwalach międzynarodowych i krajowych, w tym tak prestiżowe jak: Gold Remi Award, Silver Remi Award w Houston, Best TV Series Award, Best Animation Award w Nairobi.

### 14 Bajek z Królestwa Lailonii Leszka Kołakowskiego
1997 – 2000; 2011
12 odcinków x śr. 15'
11 filmów z cyklu, zrealizowanych na zamówienie Programu 2 Telewizji Polskiej S.A.
1 film współfinansowany przez Polski Instytut Sztuki Filmowej i Wielkopolski Fundusz Filmowy.
Filmy z tego cyklu bawią i uczą, rozbudzają wrażliwość młodego widza, zapraszają do dyskusji, do samodzielnej refleksji. Zapraszają do spojrzenia na otaczający nas świat z różnych punktów widzenia, a przede wszystkim pragną pielęgnować i utrwalić w dorastającym młodym człowieku tę niezwykłą umiejętność, jaką mają małe dzieci – umiejętność zadawania pytań i poszukiwania odpowiedzi, umiejętność, którą w miarę dorastania tracimy na rzecz bezkrytycznego akceptowania tzw. prawd oczywistych, utartych oraz pewnych schematów myślenia. Jak pisał w eksplikacji scenariuszowej pomysłodawca adaptacji Jan Zamojski, bajki te posiadają walory dramaturgiczne, które pozwalają mądre i głębokie przesłanie przekazać środkami filmowymi, takie jak: konstrukcja opowieści, akcja z zaskakującymi zwrotami, tragizm i humor zawarte w dialogach i w akcji czy też – intensywność przeżyć bohaterów i barwność postaci.
31 nagród i wyróżnień na festiwalach międzynarodowych i krajowych, w tym tak prestiżowe jak: Best Animated Film Award w Sienie, II Nagroda w Szolnoku, nagrody Poznańskie Koziołki, Marcin i Marcinek w Poznaniu.

### Miniatury Filmowe do Muzyki Klasycznej
1989 – 1997; 2005 – 2010
61 autorskich filmów animowanych do muzyki poważnej (55 filmów zrealizowanych na zamówienie Programu 1 Telewizji Polskiej S.A., 6 filmów niezależnych, z czego 5 współfinansowanych przez Polski Instytut Sztuki Filmowej). Cykl adresowany jest przede wszystkim do widowni dziecięcej i młodzieżowej i ma na celu popularyzację muzyki poważnej w najlepszych polskich wykonaniach.
Forma filmu animowanego ma nieograniczone możliwości autorskiej kreacji obrazu, z natury swej „muzyczna”, oddziałująca na wyobraźnię widzów głównie poprzez skróty myślowe, uzyskane: fakturą ruchu, plastyką, skojarzeniami literackimi i montażem. Pozwala na tworzenie filmowych impresji muzycznych bez naruszania wewnętrznej struktury samej muzyki. Muzyka jest tu podmiotem, spełnia rolę „narratora”, tworzy rytm obrazu, tempo ruchu, organizuje przestrzeń w kadrze. Poprzez jednoczesne „dzianie się” dźwięku i obrazu, uwaga młodych widzów, w takim samym stopniu, skupiona jest na słuchaniu, jak i na oglądaniu.
Filmy z cyklu „Miniatury filmowe do muzyki klasycznej” zdobyły 71 nagród i wyróżnień na festiwalach międzynarodowych i krajowych, w tym 7 nagród Jury Dziecięcych. Oprócz nagród głównych, filmy zostały nagrodzone między innymi za: scenariusze, plastykę, reżyserię, animację, za doskonałą transpozycję muzyki na obraz, za odkrywczość formy i rozmach, za najlepsze filmy telewizyjne i najlepsze teledyski dla dzieci, za czystość stylistyczną animowanego malarstwa, za oryginalność plastyki filmowej i za szczególne walory artystyczne.

### Impresje
1993 – 1997
12 autorskich filmów animowanych, zrealizowanych na zamówienie Programu 1 Telewizji Polskiej S.A.
Twórcy filmów, biorą za punkt wyjścia, osobisty, subiektywny i często emocjonalny odbiór dzieł malarskich. Nadają swoim filmowym „wypowiedziom” albo charakter poetyckiej interpretacji, albo szukają wewnętrznej jedności dzieł, aury stworzonej przez artystę malarza. Podejmują z widzami swoistą „rozmowę”, która ma na celu zainspirowanie do określenia własnego stosunku do sztuki. To także cykl proponujący widzom nową formę „spotkania” ze sztuką. Nie ma jednak na celu zastąpienia kontaktu z oryginalnymi dziełami, pragnie jedynie być dopełnieniem zasadniczych form odbioru sztuki.
12 nagród i wyróżnień na festiwalach krajowych i międzynarodowych, w tym Nagroda Specjalna dla cyklu za nowatorską metodę popularyzacji klasycznych zjawisk w sztuce.

### Produkcja Niezależna
2005 – 2011
Od roku 2005 Studio realizuje także filmy niezależne, przy wsparciu między innymi Polskiego Instytutu Sztuki Filmowej. Kontynuowane są cykle „Miniatury filmowe do muzyki klasycznej” i „14 bajek z królestwa Lailonii Leszka Kołakowskiego”, powstają krótkometrażowe filmy dla dzieci.
W roku 2007, film Len w reżyserii Joanny Jasińskiej Koronkiewicz, opracowany został w wersji dla dzieci niedosłyszących. Był to pierwszy w Polsce przekład narracji do filmu na język migowy, w całości stworzony przez młodzież niedosłyszącą z Ośrodka Szkolno-Wychowawczego dla Dzieci Niedosłyszących w Poznaniu. Na specjalnie zorganizowanych warsztatach przez poznańską Fundację Wspierania Twórczości, Kultury i Sztuki ARS, dzieci opracowały i przetłumaczyły bajkę na znaki języka migowego. W roku 2010 film został opracowany w audiodeskrypcji, dla dzieci niedowidzących.
3 nagrody i wyróżnienia na festiwalach krajowych i międzynarodowych, w tym Pierwsza Nagroda dla filmu „Dies Irae” za stworzenie cudownych efektów, za harmonię i mistrzostwo w przedstawieniu muzyki Mozarta przez animację i ukazanie jej w ten niezwykły sposób na Międzynarodowym Festiwalu Filmowym we Włoszech.